# مرگ یک شاهدخت
مرگ یک شاهدخت (انگلیسی: Death of a Princess) یک فیلم بریتانیایی در سبک مستند، درام و محصول سال ۱۹۸۰ میلادی است. در سال ۲۰۰۵، شبکه پی‌بی‌اس فیلم را در برنامه خط مقدم به مناسبت بیست و پنجمین سالگرد پخش اصلی نمایش داد. گفته می‌شود که ملک خالد مبلغ ۱۱ میلیون دلار به شبکه پیشنهاد داده بود تا پخش فیلم را متوقف کند. طبق گفته کارگردان آنتونی توماس دادگاه رسمی صورت نگرفته و اعدام نیز جنبه رسمی و قضایی و قانونی نداشته است:

## موضوع فیلم
این فیلم دربارهٔ شاهدخت مشاعل بنت فهد آل سعود است که احتمالا به علت ارتکاب زنا و به احتمال بیشتر به دلایل ناموسی اعدام شد.